# 토판염
토판염(土版鹽) 또는 회색소금(gray salt)은 흙바닥에서 생산하는 천일염이다.
전라남도 신안군의 토판염이 맛의 방주에 등재되어 있다.

## 장판염과의 차이점
천일염은 염전에서 소금을 생산할 때 염전 바닥에 따라 토판염(土版鹽)과 장판염(壯版鹽)으로 나뉜다. 토판염은 갯벌 흙바닥을 다져서 평평하게 만든 뒤에 그 위에서 소금을 생산한다. 장판염은 염전위에 비닐장판, 타일, 유리 등을 깔아 증발이 잘되게 하여 소금을 생산한다.